# Fabriciana taliana
Fabriciana taliana är en fjärilsart som beskrevs av Reuss 1922. Fabriciana taliana ingår i släktet Fabriciana och familjen praktfjärilar. Inga underarter finns listade i Catalogue of Life.